# عبدالله‌آباد (بجنورد)
عبدالله‌آباد (بجنورد)، روستایی دارای ۷۰۰ هکتار زمین کشاورزی آبی و دیم دارای بند خاکی وسیع که از توابع بخش گرمخان شهرستان بجنورد در استان خراسان شمالی ایران است.

## جمعیت
این روستا در دهستان گرمخان قرار دارد و براساس سرشماری مرکز آمار ایران در سال ۱۳۸۵، جمعیت آن ۶۰۵ نفر (۱۴۴خانوار) بوده‌است.